# Вид збройних сил

Прапор Сухопутних військ ЗСУ

Прапор Повітряних сил ЗСУ

Прапор Військово-морських сил ЗСУ

Ви́д збро́йних сил — складова частина збройних сил держави, призначена для ведення бойових дій переважно в якому-небудь географічному середовищі — на суходолі, на морі, в повітрі, в космосі, в кібер-просторі. Також у різних країнах статус видів (окремих родів) військ є притаманним для окремих служб (родів військ) з окремими, специфічними функціями та завданнями.

## Короткі відомості
Поділ збройних сил на види пов'язане з бойовими властивостями і призначенням різних видів зброї, характером бойових завдань, що ними виконуються та способами його бойового застосування.
Кожний вид збройних сил включає в своєму складі різні роди військ або сил та спеціальні війська, і має на озброєнні особливу, лише йому властиву бойову техніку, яка однорідна в своїй принциповій основі, але всіляка по бойових властивостях та можливостях використання. Залежно від характеру виконуваних завдань кожному виду Збройних сил властива особлива організація, комплектування, навчання, проходження служби особовим складом, а також властиві йому способи найефективнішого бойового застосування своєї зброї і військової техніки.

## У світі
США — Збройні сили США:
- Армія США;
- Повітряні сили США;
- Космічні сили США;
- Військово-морські сили США;
- Корпус морської піхоти США;
- Берегова охорона США.

 Україна — Збройні сили України:
- Сухопутні війська Збройних сил України;
- Повітряні сили Збройних сил України;
- Військово-морські сили Збройних сил України;
- Сили безпілотних систем Збройних сил України.

 Японія — Сили самооборони Японії:
- Сухопутні війська Японії;
- Військово-морські сили самооборони;
- Повітряні сили Японії.